# John Pizzarelli
John Pizzarelli (* 6. dubna 1960) je americký jazzový kytarista. Jeho otec Bucky Pizzarelli byl rovněž jazzový kytarista a jeho mladší bratr Martin Pizzarelli jazzový kontrabasista. Během své kariéry, kterou zahájil na počátku osmdesátých let, vy dal několik desítek vlastních alb a rovněž řadu nahrávek se svým otcem. Během své kariéry spolupracoval i s dalšími hudebníky, mezi které patří například George Shearing, Jessica Molaskey, Ray Brown, Buddy DeFranco, Rosemary Clooney nebo James Taylor. V roce 2012 byla publikována jeho autobiografie nazvaná World on a String: A Musical Memoir.